# Ongle de l'auriculaire long
 (octobre 2020).
Si vous disposez d'ouvrages ou d'articles de référence ou si vous connaissez des sites web de qualité traitant du thème abordé ici, merci de compléter l'article en donnant les références utiles à sa vérifiabilité et en les liant à la section « Notes et références ».
Porter l'ongle de l'auriculaire long est une pratique courante liée à celle de garder des ongles longs que l'on retrouve dans certaines régions du monde,  majoritairement chez les hommes.

## Esthétique et élitisme
Dans certaines cultures, les élites ou hautes castes portaient un ou plusieurs ongles des mains plus longs, signe qu'ils travaillent moins que les classes sociales inférieures.

## Outil
Dans les zones les plus défavorisées il se pourrait que cet ongle ait une fonction d'outil afin de réaliser plus facilement certaines tâches.

### Outil d'instrument de musique
Garder l'ongle du petit doigt plus long est parfois utilisé par les joueurs d'instruments tels que ceux du genre flamenco, pour lequel le petit doigt peut servir à certains rasgueados.

### Outil de consommation de drogues
Dans certains milieux l'usage de l'ongle du petit auriculaire sert à la consommation de cocaïne, plutôt chez les Européens[Quoi ?] et les Américains qu'ailleurs.

## Mythe et fausses rumeurs
Certaines fausses rumeurs circulent parfois au sujet des hommes gardant l'ongle du petit doigt plus long, comme l'idée que ce serait dans certaines cultures un moyen de défleurer et percer plus facilement l'hymen d'une femme lors d'un première rapport sexuel avec une femme vierge.

### Mythe ou réalité?
D'autres fausses rumeurs relevant parfois d'une intention de moquerie et parfois relayées par des personnes faisant preuve d'ignorance sur le sujet sont le fait qu'il serait gardé afin de faciliter le fait de se curer les oreilles, cette théorie serait fausse.

## Anthropologie

### Gangs
Chez les gangs et le monde des mafias et bandes criminelles, c'est parfois un signe de reconnaissance pour les membres d'un même groupe de gang.

## Dans le monde

### Sous-continent européen
Cette pratique est attestée dans de nombreuses régions du sous-continent européen, d'Est en Ouest.

### Europe occidentale

#### En France
En France, gratter à la porte du roi de France avec l'ongle long du petit doigt était la seule façon permise de s'annoncer pour ceux qui bénéficiaient de la faveur royale,. En conséquence, de nombreux courtisans français se sont fait pousser cet ongle plus long que les autres. Il servait aussi à se servir une petite quantité de sel à table.
Sous Louis XIV, se laisser pousser l'ongle du petit doigt était à la mode. Scarron, dans sa tragi-comédie Plus d'effets que de paroles, se moque de Prosper, prince de Salerne, qui avait laissé démesurément pousser son ongle, « ce qu'il croyoit le plus galant du monde. »
Ces vers du Misanthrope illustrent l'effet de mode que pouvait avoir cette pratique du temps de Louis XIV . 
« Est-ce par l'ongle long qu'il porte au petit doigt
Qu'il s'est acquis chez vous l'estime où on le voit ? »
— Molière, Le misanthrope, acte II, scène 1

#### Italie
En Italie, on le retrouve dans certaines régions culturelles du Sud, par exemple dans les coutumes siciliennes. 
L'expression "ongle de tailleur" (unghia del sarto), utilisée surtout en Sicile, se réfère précisément à la capacité de se distinguer, par ce signe, comme une personne dédiée à un travail de "raffinement et de précision". L'ongle long, en Sicile, peut également avoir été l'apanage de personnes de condition modeste qui voulaient ainsi marquer une distance sociale avec des personnes de condition inférieure, dédiées à des activités manuelles.

### Europe orientale

#### Russie
On la trouve également dans les coutumes des gangsters de la mafia russe, avec les "couronnes", c'est-à-dire de fausses capsules dentaires en or sans fonction médicale, appliquées dans le seul but d'étaler sa richesse (bien qu'elles soient en réalité faites de bronze et non de métal précieux).

#### Monde rom
Parmi les Roms, on retrouve cette pratique chez les Gitans en tant que signe d'identité.

### Asie

#### Sous-continent indien
En Inde, les artisans se laissent pousser l'ongle de la main gauche et l'aiguisent pour faciliter le nouage, tandis que d'autres utilisent un anneau sur l'index autour de l'ongle.

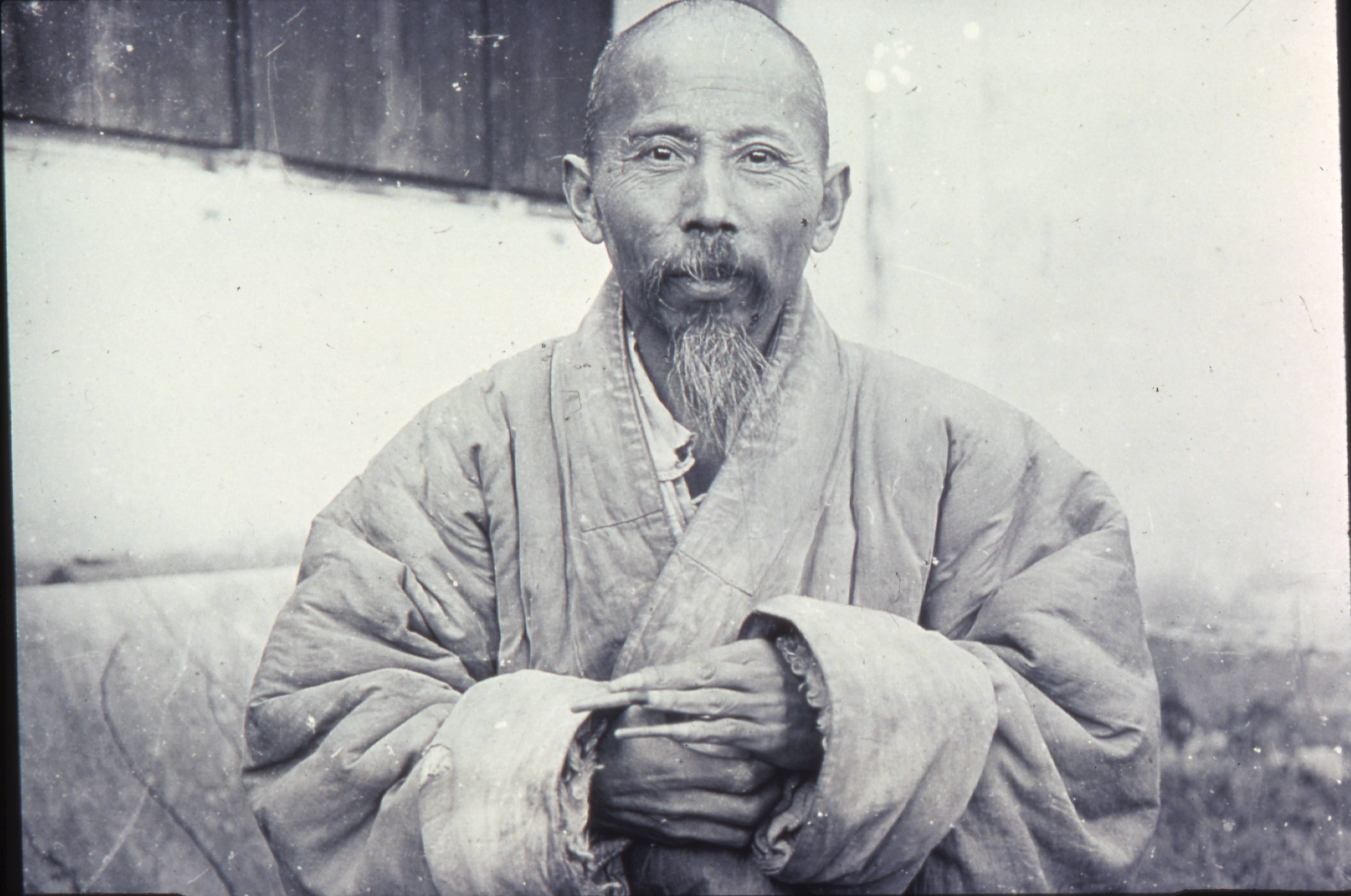
Un moine bouddhiste à Changde (Hunan), premier quart du XXe siècle.

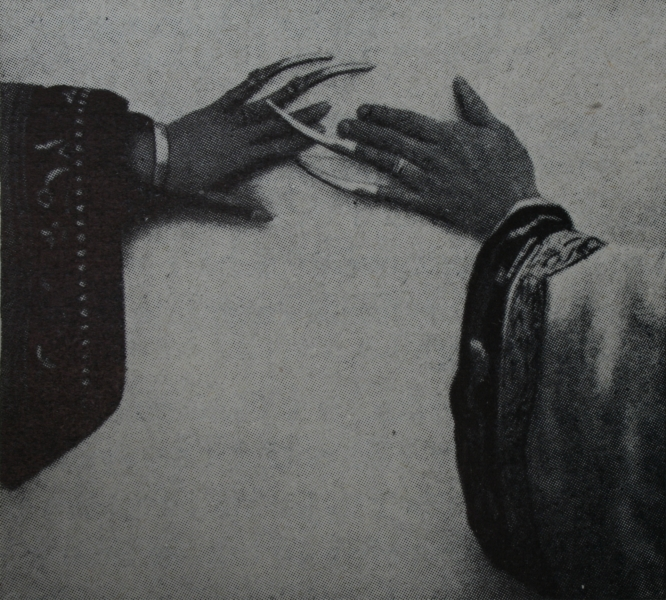
Mains de nobles dames mandchoues avec de longs ongles manucurés dans des étuis en argent

#### Chine
Chez les Chinois de certaines régions de Chine il s'agit d'un signe de noblesse qui souligne l'inutilisation des mains dans le travail par opposition aux travaux liés aux champs. Dans la culture chinoise, si l’auriculaire dépasse l’articulation de la dernière phalange de l’annulaire, c’est signe de richesse.

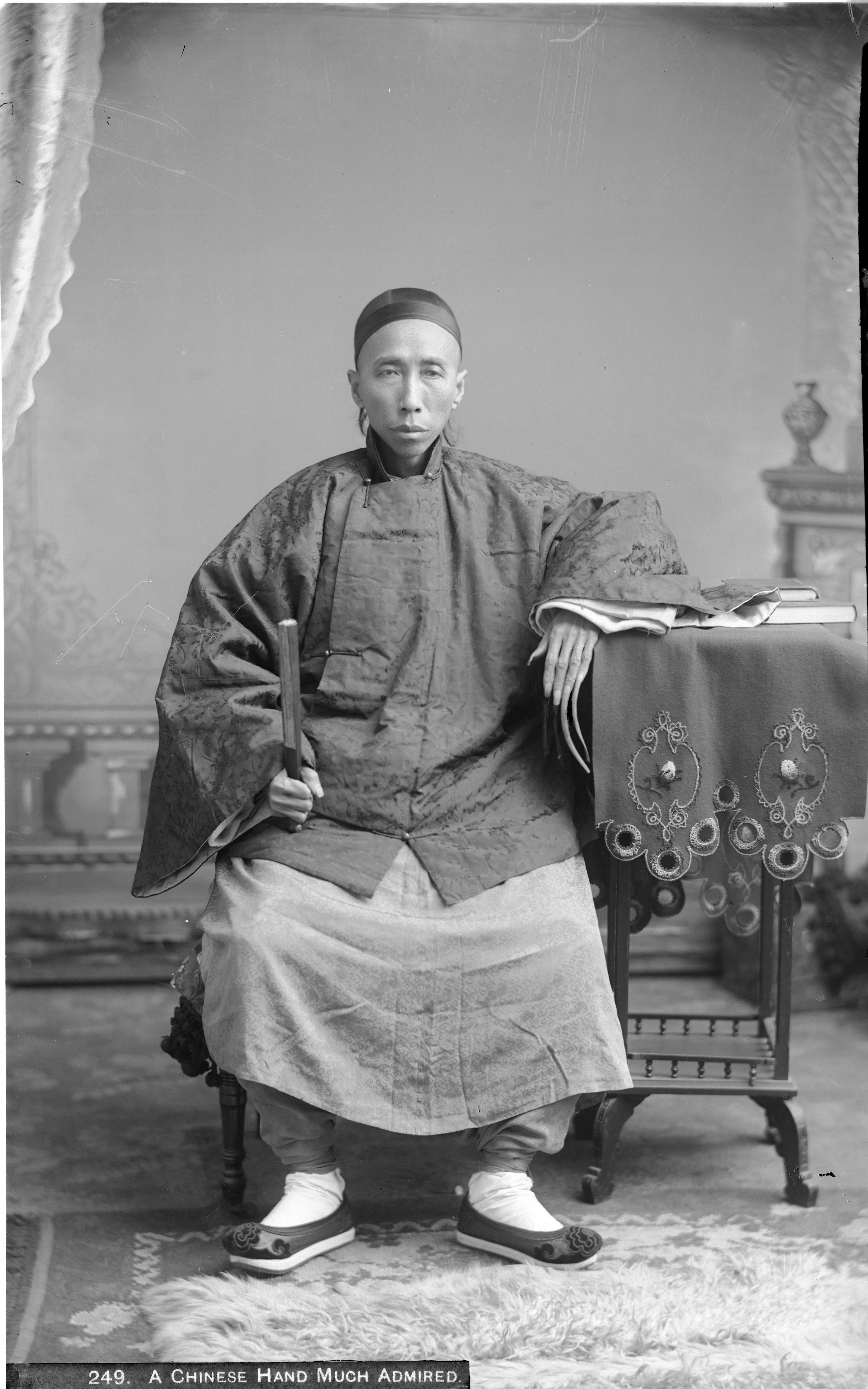
Un médecin chinois aux ongles longs v. 1920.

Parmi les théories sur cette tradition chinoise est que l'ongle ainsi allongé servait à récupérer les mèches de chanvre dans les lampes à huile. Puis les « riches » se faisaient faire un faux ongle en argent, sorte de capuchon de la phalange, en guise d’outil accessoire des lampes à huiles. La tradition a fait que c’est devenu un bijou pour les mandarins, totalement éloigné de sa fonction d’origine, puis les « pauvres » ont gardé le petit doigt avec un ongle long, en guise d’outil d’appoint.
La correspondance du missionnaire belge Théophile Verbist et de ses compagnons en Chine (1865-1866) témoigne du fait que les hommes étaient plus fréquemment porteurs des ongles longs que les femmes.

#### Vietnam
Chez les Siamois et les Annamites, il arrivait que l'on porte très longs les ongles des petits doigts ou du pouce. Au Vietnam, la croissance exagérée des ongles passait à la fois pour un signe de beauté et de distinction pour les nobles.

### Moyen-Orient et Afrique du Nord
En Afrique du Nord et au Moyen-Orient les nomades avaient pour habitude de faire du commerce et de vendre des étoffes aux peuplades sédentaires à l'aide de l'unité de mesure dite « main de Mercure » (statue de Mercure sur le port de Tyr). Les nomades avaient une toise sur laquelle il s « toisaient » leur main ouverte pour faire la « main de Mercure ». Pour ajuster la longueur, il coupaient plus ou moins l’ongle du petit doigt. La tradition de l’ongle long aurait perduré, servant ensuite d’outil d’appoint.

#### Monde sémitique
Chez les Sémites moderne cette pratique est courante chez certains hommes de la classe sociale populaire.

#### Maghreb
Au Maghreb, avoir l'ongle de l'auriculaire long peut servir pour le nouage dans certains métiers tels que tailleur, qui enroule l'extrémité de son aiguille au bout de son auriculaire.

### Monde subsaharien
Dans les pays subsahariens et leurs cultures, le fait de garder l'ongle du petit doigt est attesté en tant que signe de distinction élitiste et intellectuelle des hautes castes et rangs sociaux.